# 斗升村
斗升村（とますむら）は、広島県甲奴郡にあった村。現在の府中市の一部にあたる。

## 地理
芦田川支流・阿字川の流域に位置していた。

## 歴史
- 1889年（明治22年）4月1日、町村制の施行により、甲奴郡斗升村が単独で村制施行し、斗升村が発足[1][2]。佐倉村、井永村、水永村、斗升村、岡屋村、階見村の町村組合を結成し役場を岡屋村に設置[1]。
- 1895年（明治28年）10月1日、甲奴郡佐倉村、井永村、水永村、岡屋村と合併し、清岳村を新設して廃止された[1][2]。

### 地名の由来
次の諸説あり。
1. 「一作斗増」による。
2. 毛利氏家臣・斗升次郎右衛門が斗升城に拠ったことによる。

## 産業
- 農業[1]

## 名所・旧跡
- 六社神社[1]